# OZ Близнецов
OZ Близнецов (лат. OZ Geminorum) — одиночная переменная звезда в созвездии Близнецов на расстоянии приблизительно 4 044 световых лет (около 1 240 парсек) от Солнца. Видимая звёздная величина звезды — от +1,9m до +0,5m.

## Характеристики
OZ Близнецов — красная пульсирующая переменная звезда, мирида (M)* спектрального класса M9, или M9,5. Эффективная температура — около 3281 К.